# ويليام روبرتس (لاعب كرة قدم)
ويليام روبرتس (بالإنجليزية: William Roberts)‏ (1 يناير 1859 في المملكة المتحدة - ) هو لاعب كرة قدم بريطاني (وحمل سابقاً جنسية المملكة المتحدة لبريطانيا العظمى وأيرلندا) في مركز الهجوم. شارك مع منتخب ويلز لكرة القدم. أما مع النوادي، فقد لعب مع نادي كرو ألكساندرا ونورثويتش فيكتوريا.

## وصلات خارجية
- ويليام روبرتس (لاعب كرة قدم) على موقع قاعدة بيانات كرة القدم.إي يو (الإنجليزية)